# Sebastes wakiyai
Sebastes wakiyai är en fiskart som först beskrevs av Matsubara, 1934.  Sebastes wakiyai ingår i släktet Sebastes och familjen kungsfiskar. Inga underarter finns listade i Catalogue of Life.